# Kráľova hoľa
Kráľova hoľa (njem.: Königsberg; mađ.: Király-hegy) najviša je planina (1946 m) istočnoga dijela Niskih Tatri u središnjoj Slovačkoj. 

## Značajke
U podnožju planine izviru četiri rijeke: Čierny Váh, Hnilec, Hornád i Hron. Vrh je lako dostupan pješačkim stazama iz Telgárta i asfaltiranom cestom iz Šumica (zatvorenom za javnost, osim za gorsku službu spašavanja i radnike koji održavaju TV odašiljač na vrhu) i pruža panoramski pogled na Spiš, Tatre, Liptov i gornju dolinu Hron. Početkom 19. stoljeća šuma sa obronaka planine uvelike je iskrčena nekontroliranom eksploatacijskom sječom, ali je zalaganjem šumarskoga inženjera i poduzetnika Ludwiga Greinera u drugoj polovici tog stoljeća linija šume vraćena na svoju prirodnu nadmorsku visinu od oko 1650 m.
Kráľova hoľa česta je tema u slovačkome folkloru i romantičnom pjesništvu kao sigurno utočište heroja i razbojnika, posebice Juraja Jánošíka. Kao metafora domovine u narodnim baladama (kao što je Na Kráľovej holi), a posebice u jednoj od najpoznatijih slovačkih pjesama Smrt Jánošíka (1862.) Jána Bottoa planina je postala jedna od neformalnih slovačkih nacionalnih simbola, isto kao i drugi planinski vrh Kriváň.
Tijekom antinacističkoga Slovačkog narodnog ustanka, partizanska skupina Jánošík izgradila je svoja skloništa ispod vrha planine. Na vrhu planine je 1960. sagrađen 137,5 metara visok TV odašiljač. Tu je i meteorološka stanica te stanica gorske službe spašavanja.